# Clubiona ludhianaensis
Clubiona ludhianaensis är en spindelart som beskrevs av Benoy Krishna Tikader 1976. Clubiona ludhianaensis ingår i släktet Clubiona och familjen säckspindlar. Inga underarter finns listade i Catalogue of Life.